# The Girl Is Mine
The Girl Is Mine ist ein Popsong, der von Michael Jackson komponiert und als Duett von ihm und Paul McCartney eingesungen wurde. The Girl Is Mine wurde von Quincy Jones und Michael Jackson produziert. Es erschien als Vorab-Single vom Album Thriller am 18. Oktober 1982 in Großbritannien und am 25. Oktober in den USA. Der Song wurde alleine in den USA über 1.000.000 Mal verkauft.

## Entstehung
Der Produzent des Liedes, Quincy Jones, gab Michael Jackson den Auftrag, ein Lied zu schreiben, in dem sich zwei Männer um eine Frau streiten. In den Tagen vom 14. bis 16. April 1982 wurde der Song in den Westlake Studios, Los Angeles aufgenommen. Im Gegensatz zu ihren vorherigen aufgenommenen Duetten Say Say Say und The Man wurde der Song von Jackson allein geschrieben und erschien nicht auf einem McCartney-Album. Es war die erste Veröffentlichung des Duos. Michael Jackson sagte über das Lied: „Einer meiner Lieblingssongs, von all meinen Aufnahmen als Solokünstler, ist wahrscheinlich 'The Girl Is Mine', weil die Arbeit mit Paul McCartney ziemlich aufregend war und wir buchstäblich Spaß hatten. Es war wie viel Kibitzen und Spielen, und sich gegenseitig mit Sachen bewerfen und Witze machen. Wir haben den (instrumentalen) Track und den Gesang quasi gleichzeitig live aufgenommen, und wir haben Filmmaterial davon, aber es wurde nie gezeigt.“ Bis 1985 verkaufte sich The Girl Is Mine in den USA 1,3 Millionen Mal und wurde von der Recording Industry Association of America in 2022 mit Platin ausgezeichnet.

## Musikalischer Aufbau
Die musikalische Ausgestaltung des Songs beruht auf der 32-taktigen AABA-Form, wobei die häufige Wiederholung der Textzeile „The Girl Is Mine“ als zusätzliches strukturgebendes Mittel dient. Beim Komponieren orientierte sich Jackson unter anderem an seiner Ballade She’s Out of My Life.

## Veröffentlichung
Am 18. Oktober 1982 (USA: 25. Oktober 1982) erschien die Single The Girl Is Mine (Michael Jackson/Paul McCartney) / Can’t Get Outta the Rain (Michael Jackson).
In Großbritannien wurde zusätzlich eine 7″-Picture-Disc-Single veröffentlicht.
In den USA wurde auch eine einseitig bespielbare 7″-Vinyl-Single veröffentlicht.
In Deutschland erschien zusätzlich eine 12″-Maxisingle, die aber keine verlängerte Version oder eine andere Abmischung der Lieder enthält.
Die Promotion-7″-Vinyl-Single in den USA enthält auf beiden Seiten jeweils eine gekürzte Stereo-Version der A-Seite.
In Israel erschien eine 7″-Single in orangefarbenem und in gelbem Vinyl.

## Besetzung
- Solo & Background Vocals – Michael Jackson, Paul McCartney
- Fender Rhodes – Greg Phillinganes
- Piano – David Paich
- Synthesizer – David Foster
- Synthesizer-Programmierung – Steve Porcaro
- Gitarre – Dean Parks, Steve Lukather
- Bass – Lois Johnson
- Schlagzeug – Jeff Porcaro

## Plagiatsvorwürfe
In Bezug auf die Komposition von The Girl Is Mine wurden insgesamt zwei Plagiatsvorwürfe erhoben. Im Jahr 1984 behauptete Fred Sanford, dass Jackson von Sanfords Band den Song Please Love Me Now gesampelt hätte. Den Prozess gewann Jackson, da es sich bei dem betreffenden Klangmaterial nicht um ein Sample handelte. Eine zweite Verhandlung fand 1993 statt. Die Kläger waren in diesem Fall die Musiker Reynaud Jones und Robert Smith (Robert Austin). In der Folge einigten sich die Parteien außergerichtlich.

## Kommerzieller Erfolg

### Chartplatzierungen
| ChartsChartplatzierungen       | Höchstplatzierung | Wochen |
| ------------------------------ | ----------------- | ------ |
| Deutschland (GfK)              | 53 (6 Wo.)        | 6      |
| Vereinigte Staaten (Billboard) | 2 (18 Wo.)        | 18     |
| Vereinigtes Königreich (OCC)   | 8 (12 Wo.)        | 12     |

### Auszeichnungen für Musikverkäufe
| Land/Region                  | Auszeichnungen für Musikverkäufe (Land/Region, Auszeichnung, Verkäufe) | Verkäufe  |
| ---------------------------- | ---------------------------------------------------------------------- | --------- |
| Kanada (MC)                  | Gold                                                                   | 40.000    |
| Mexiko (AMPROFON)            | Gold                                                                   | 30.000    |
| Neuseeland (RMNZ)            | Platin                                                                 | 30.000    |
| Vereinigte Staaten (RIAA)    | Platin                                                                 | 1.000.000 |
| Vereinigtes Königreich (BPI) | Silber                                                                 | 200.000   |
| Insgesamt                    | 1× Silber · 2× Gold · 2× Platin ·                                      | 1.300.000 |

Hauptartikel: Michael Jackson/Auszeichnungen für Musikverkäufe

## The Girl Is Mine 2008
Für die 25-jährigen Jubiläumsausgabe des Albums Thriller nahm Jackson The Girl Is Mine zusammen mit Will.i.am neu auf. Diese Version erschien im Januar 2008 als Single.
Chartplatzierungen
| ChartsChartplatzierungen     | Höchstplatzierung | Wochen |
| ---------------------------- | ----------------- | ------ |
| Deutschland (GfK)            | 21 (11 Wo.)       | 11     |
| Österreich (Ö3)              | 51 (3 Wo.)        | 3      |
| Schweiz (IFPI)               | 47 (8 Wo.)        | 8      |
| Vereinigtes Königreich (OCC) | 32 (6 Wo.)        | 6      |

## Coverversionen
Es gibt über 35 Coverversionen von The Girl Is Mine.
Der Song wurde unter anderem von Yellowman, Horace Andy, Richard Cheese, Tony Curtis und Will.i.am gecovert.